# Otto Ellison von Nidlef
Otto Ellison von Nidlef (Sankt Pölten, 6 aprile 1868 – Sankt Stefan ob Stainz, 11 novembre 1947) è stato un generale austro-ungarico.

## Biografia

### I primi anni
Otto Ellison von Nidlef fu figlio del colonnello Friedrich Ritter Ellison von Nidlef. La famiglia Ellison fu di origine inglese trasferitasi poi ad Hannover e da lì all'inizio dell'Ottocento nell'Impero austriaco.
Come il padre intraprese la carriera militare. All'età di 11 anni frequentò il collegio militare di Kismarton, poi il liceo tecnico militare di Mährisch Weißkirchen e infine l'accademia tecnica militare (k.u.k. Technische Militärakademie) a Mödling. Nel 1889 fu assegnato come sottotenente al Battaglione pionieri n. 2 (Pionierbataillon Nr. 2) a Linz e due anni dopo fu promosso tenente e ricevette incarichi come aiutante di battaglione, ufficiale di compagnia e istruttore. Nel 1892 iniziò a frequentare un corso superiore d'ingegneria militare e nel 1893 fu trasferito al Battaglione pionieri n. 10 dislocato a Przemyśl.

### La carriera nel genio militare
Dopo il superamento dell'esame finale nel 1894 fu trasferito alla direzione del genio di Trento (k.u.k. Geniedirektion Trient). Durante il suo incarico a Trento elaborò varie procedure standard nella costruzione di fortificazioni ad esempio per la casematte in roccia e le gallerie fuciliere. Infatti progettò la galleria di fucileria del complesso fortificato di Civezzano per sbarrare la linea ferroviaria della Valsugana. Fu inoltre responsabile dello sbarramento di Tenna e membro della commissione di costruzione della ferrovia della Valsugana.  Nel dicembre 1895 fu trasferito alla direzione del genio di Cattaro (k.u.k. Geniedirektion Cattaro), dove diresse vari lavori di fortificazione come al Forte e alla Batteria Vermać, al Forte Goražda e alla Batteria Spagnol.
La sua carriera militare continuò e nel 1897 fu promosso capitano. Nel 1898 si sposò con Laura Bari, nata nel 1874 a Pomarolo vicino a Rovereto. La coppia ebbe cinque figli, due maschi e tre femmine.
Nel 1898 fu assegnato al suo primo servizio di truppa come comandante della 4ª compagnia del Reggimento di fanteria n. 22 a Zara e Spalato. Nel maggio 1899 fu trasferito alla direzione del genio di Bressanone (k.u.k. Geniedirektion Brixen). In quel periodo guidò i lavori di costruzione del Forte Tre Sassi e dello sbarramento di Livinallongo composto principalmente dal Forte Corte e dalla Tagliata stradale Ruaz. Col 1º gennaio 1901 diventò vicedirettore della direzione del genio di Trento e responsabile dei settori fortificati di Tenna e Strino. Si occupò anche in apposita commissione dello studio di fattibilità della linea ferroviaria che da Arco attraverso Sarche doveva arrivare fino a Tione, in pratica un prolungamento della Ferrovia Mori-Arco-Riva.
Nel 1903 superò l'esame per diventare ufficiale di Stato maggiore e diventò consulente del comitato tecnico militare (k.u.k. Technisches Militärkomitee). Lì si occupò come referente delle fortificazioni alla progettazione della torre corazzata girevole M 6 e di munizioni ed esplosivi. 1905 seguì la promozione a maggiore nel corpo di Stato maggiore del Genio e un anno dopo fu chiamato alla cattedra per le fortificazioni alla scuola di guerra a Vienna. Nel 1907 tenne inoltre corsi di specializzazione tecnica per il personale militare. Sfruttò la sua permanenza nella capitale per frequentare un ulteriore corso di formazione dedicato all'osservazione dei palloni frenati.
In questi anni fu sempre più convinto della necessità di un radicale cambiamento nella progettazione delle fortificazioni permanenti a causa dei continui progressi dell'artiglieria d'assedio soprattutto dei mortai.
Nel novembre 1910 fu promosso a tenente colonnello e nell'agosto 1911 seguì la nomina a direttore della direzione del genio a Bressanone. Nel 1913 arrivò la promozione a colonnello e il 17 aprile 1914, poco prima che scoppiasse la prima guerra mondiale, assunse il comando della direzione del genio a Riva (k.u.k. Geniedirektion Riva). Riva fu l'ultima direzione del genio nata nel Tirolo, istituitasi nel dicembre 1907 e attiva dal 1º gennaio 1908. Sotto la competenza della direzione di Riva furono oltre la fortezza di Riva anche lo sbarramento di Lardaro e il progettato, ma mai compiuto, sbarramento Adige-Vallarsa (Etsch-Arsa Sperre). Come direttore del genio di Riva Ellison si occupò principalmente della costruzione di una linea di difesa tra il Lago di Garda e il Pasubio in sostituzione del parzialmente iniziato sbarramento Adige-Vallarsa.

### La Prima guerra mondiale
Assunse il comando della piazzaforte di Riva (Festung Riva)  ancora prima che l'Italia entrasse in guerra. Nella primavera del 1915, con il conflitto quasi alle porte, propose la difesa del confine tra il Garda e il Pasubio non sulla linea di massima resistenza prevista, la cosiddetta Tiroler Widerstandslinie, ma su una linea avanzata. Ritenne un errore di lasciare nelle mani del nemico l'Altopiano di Brentonico e il solco della Valle di Loppio.
Con lo scoppio della guerra diventò inoltre comandante del Vº settore della piazzaforte di Riva, il settore che dal Monte Brione si estese al Monte Creino in Val di Gresta e compose da civili militarizzati alle dipendenze del genio il Landsturm di Riva.
A metà luglio 1915 lasciò l'incarico a Riva perché fu nominato comandante del settore Lavarone sull'omonimo Altopiano.
Sotto il suo comando fu respinto un mese dopo tra il 24 e il 25 agosto 1915 un attacco della fanteria italiana nella cosiddetta Battaglia del Col Basson. Azione che fu onorata nel 1917 con la Croce di Cavaliere dell'Ordine di Maria Theresia, la più alta onorificenza dell'esercito austro-ungarico. I reparti da lui comandati furono in seguito raggruppati nel Gruppo Ellison e subordinati alla 8ª Divisione di fanteria al comando del Luogotenente Feldmaresciallo Ludwig Fabini. Quest'ultimo fu criticato nella sua condotta da Ellison che si mostrò sempre un po' renitente in confronto ai suoi superiori.
Durante l'offensiva austro-ungarica della primavera 1916, meglio nota con il nome Strafexpedition, guidò i suoi reparti alle dipendenze della 22ª Divisione Schützen nell'attacco alla Cima Kempel sull'Altopiano di Asiago. In seguito il Gruppo che portò il suo nome fu sciolto e Ellison fu posto al comando della 43ª Brigata di fanteria della milizia territoriale con la quale occupò prima la zona del Monte Zebio e dopo la fine dell'offensiva e il parziale ritiro delle truppe austro-ungariche la linea Monte Rasta-Interrotto-Katze.
Con ottobre 1916 fu nominato a capo della 58ª Brigata da montagna stanziata sul Pasubio, in seguito nominata 1ª Brigata Kaiserjäger. La brigata di Ellison era sempre alle dipendenze della 8ª Divisione che da agosto 1916 si trovava sotto il comando del Luogotenente Feldmaresciallo Verdroß con cui organizzò poi le difese sul Pasubio. Fu nell'ottobre 1916 che morì in seguito a ferite riportate in battaglia sul Pasubio lo zio materno della moglie, il colonnello Antonio Gioppi, Medaglia d'oro al valor militare. Ellison, nell'agosto 1917 promosso a maggior generale, rimase al comando dei Kaiserjäger fino a novembre 1917, iniziando in quel periodo la guerra di mine sul Pasubio. A lui fu dedicato la galleria Ellison sul Dente Austriaco che fu trasformato in un articolato sistema difensivo sotterraneo.
In seguito alla Battaglia di Caporetto Conrad von Hötzendorf lanciò nell'ambito della Prima battaglia del Piave un'offensiva sull'Altopiano di Asiago dove fu trasferito anche la brigata comandata da Ellison. Durante questa offensiva criticò apertamente il suo superiore, il maggiore generale Josef Schilhawsky comandante della 6ª Divisione, che ritenne un assoluto incapace. Le sue critiche furono rivolte però anche a Conrad a capo dell'offensiva. Il suo atteggiamento gli costò caro e il 12 novembre 1917 fu sollevato dal suo comando. Fu sostituito come comandante della 1ª Brigata Kaiserjäger da Oswald Eccher ab Eccho.
Dopo un mese di forzato congedo, ufficialmente mascherata con una licenza per malattia a causa di sfinimento e logoramento di nervi, fu trasferito nel gennaio 1918 sul settore occidentale del fronte tirolese e assunse il comando del IIº Rayon Tirolese, ovvero il settore di difesa nella zona del Tonale dove ricompose il Gruppo Ellison con truppe in loco. In un certo senso fu un allontanamento dal fronte in un settore dove regnò una certa calma. Calma che fu prima interrotta nel maggio 1918 con la conquista della Cima Presena da parte del Battaglione alpini "Edolo", azione in cui Ellison riuscì a mantenere la cima est del Monticello e poi nel giugno 1918 dalla cosiddetta operazione valanga (Unternehmen Lawine), azione diversiva per maschera l'offensiva lanciata pochi giorni dopo sul Piave, nota come Battaglia del solstizio. Anche in questo caso Ellison non risparmiò di criticare il suo superiore Feldmarschallleutnant Josef Metzger al comando della 1ª Divisione fanteria. Un mese dopo il gruppo Ellison fu rinomato 163ª Brigata di fanteria.
Col 1º ottobre 1918 fu nominato capo dell'aviazione austro-ungarica, le k.u.k. Luftfahrtruppen, presso il comando supremo succedendo al supervisore dell'aeronautica colonnello generale e arciduca Giuseppe Ferdinando nonché al comandante maggior generale Emil Uzelac.

### Nel dopoguerra
Ellison si ritirò dal servizio attivo dopo la fine della guerra nel gennaio 1919 e si trasferì a Graz. Visse in precarie condizioni economiche dopo la perdita di proprietà nel Basso Trentino in seguito all'annessione del Trentino al Regno d'Italia. Negli anni seguenti si dedicò come scrittore di saggi storico e tecnico militari e si diede all'azione politica sostenendo la formazione della Heimwehr nella Stiria, organizzazione nazionalista paramilitare, di cui fu anche comandante e consulente militare.
Ricoprì un certo ruolo nella pianificazione del colpo di mano di Walter Pfrimer del 12 settembre 1931, con il quale le milizie paramilitari tentarono il rovesciamento del governo austriaco. Non partecipò attivamente al colpo perché dissuaso da Ernst Rüdiger Starhemberg, comandante della Heimwehr.
Nel 1933 si ritirò definitivamente a vita privata dopo un breve periodo a capo di un'altra organizzazione paramilitare della Stiria (Österreichischer Heimatschutz in der Steiermark) e lo scioglimento delle milizie nel giugno 1933. Durante le celebrazioni per il venticinquesimo anniversario della Battaglia di Tannenberg nel 1939 gli fu conferito il titolo di tenente generale della Wehrmacht.
Morì l'11 novembre 1947 a Sankt Stefan ob Stainz, dove aveva comprato un maso negli anni trenta.

## Onorificenze
Fonte